# Grivasta podgana
Grivasta podgana (znanstveno ime Lophiomys imhausi) je dnevni, dolgodlaki in strupeni glodavec, ki prebiva na področju Vzhodne Afrike.

## Telesne značilnosti
Grivasta podgana zraste do 53 cm v dolžino, merjeno od glave do repa. Kožuh tvorijo dolge sivo-črne krovne dlake in goste, volnene sivo-bele dlake podlanke. Dlake na glavi in nogah so kratke in črne. Od vrha glave do baze repa se razteza griva iz dolgih, grobih dlak črne in bele barve, po kateri je žival tudi dobila ime. Grivo s strani omejuje široki pas belih dlak, ki so sicer običajne dlake z izjemo konic, ki imajo spužvasto in nitasto zgradbo, zaradi česar dobro absorbirajo snovi.
Kot vse vrste iz rodu Lophiomys se od tipičnih predstavnikov družine Muridae razlikuje po temporalni kotanji, ki se nahaja nad tanko koščeno ploščico, zakrneli ključnici in oponirajočim palcem. Glede na zobovje je sicer podobna hrčkom.

## Življenjski prostor in navade
Habitat podgane se razteza od območij blizu obale v Etiopiji in Somaliji do bolj tipičnih suhih gozdnatih pokrajinah na višjih legah v Somaliji, Etiopji, Južnem Sudanu, Sudanu, Tanzaniji, Ugandi in Keniji. Fosilni ostanki so bili odkriti tudi na bolj severnih področjih, kot je Izrael. Običajno se zadržujejo v skalnatih področjih, votlih deblih in v luknjah na vrhu sotesk in pečin.
Posebnost grivaste podgane je njena strupenost, ki je del protiplenilske prilagoditve. Podgana redno žveči lubje rastline Acokanthera schimperi, ki vsebuje kardiotonična glikozida akovenozid in ouabain (strofantin G), nato pa liže že omenjen široki predel belih dlak ob grivi. Dlake zaradi posebne zgradbe dobro absorbirajo velike količine toksinov. Ko je žival ogrožena, ukrivi svoj hrbet in naježi dlake s pomočjo posebnih mišic in tako izpostavi strupene dlake plenilcu: slednjega zaužitje toksinov močno oslabi (npr. motnje koordinacije in znaki splošnega stresa) ali pa celo ubije (nenadna smrt zaradi srčne odpovedi). Podgana je na strup odporna, vendar točni mehanizem odpornosti ni znan. Glede na velike žleze slinavke je predlagano, da se določene beljakovine v slini vežejo na rastlinske toksine in jim spremenijo sposobnost delovanja tako, da je za podgano neškodljivo. Prebavni trakt naj bi bil prav tako prirejen za razstrupljanje hrane.
Podgana je razvila tudi druge učinkovite protiplenilske prilagoditve, npr. nenavadno debelo in močno kožo, ki je odporna na zobe in kremplje, zakrnela ključnica pa omogoča veliko gibljivost lopatice, kar verjetno prispeva k obrambi vratu in sprednjega trupa.

### Prehrana
Podgana se v divjini prehranjuje v glavnem z listi, sadeži in ostalim rastlinskim materialom, v ujetništvu pa tudi z mesom, žitaricami, gnilo zelenjavo in žuželkami. Prehranjuje se v sedečem položaju tako, da z rokami vnaša hrano k ustom.